# Ángel Salomé
Ángel I. Salomé (nacido el 8 de junio de 1986 en Santo Domingo) es un jardinero dominicano de Grandes Ligas que se encuentra en la organización de los Marineros de Seattle.

## Carrera
Salomé fue seleccionado por los Cerveceros de Milwaukee en la quinta ronda del Draft de las Grandes Ligas de Béisbol de 2004 como receptor. Fue llamado a las Grandes Ligas por primera vez el 1 de septiembre de 2008, e hizo su debut dos días después con un fly como bateador emergente.
En mayo de 2010, Salomé abandonó el equipo de Triple-A Nashville Sounds para hacer frente a un problema mental no revelado. Aunque una vez siendo el mejor receptor prospecto para Milwaukee, Salomé pidió un cambio de posición y decidió que quería jugar en los jardines, lo cual le fue concedido, poniendo fin a su carrera como receptor en Grandes Ligas. fue liberado como agente libre tras la temporada 2010. El 20 de abril de 2011, Salomé fue firmado por los Marineros de Seattle.